# Alma Dufour
Alma Dufour (nascida a 6 de maio de 1990) é uma política francesa do partido França Insubmissa que é membro do Parlamento pelo 4.º círculo eleitoral de Seine-Maritime desde 2022.